# Израильско-таиландские отношения
Израильско-таиландские отношения — дипломатические и культурные связи между Государством Израиль и Таиландом. Обе страны имеют официальные отношения с июня 1954 года. Израильское посольство в Бангкоке было открыто в 1958 году. С 1996 года Таиланд имеет посольство в Тель-Авиве.
В 2014 году Таиланд и Израиль отметили 60 юбилей двусторонних дипломатических отношений.

## История
28 декабря 1972 года группа из четырёх человек палестинской террористической организации Чёрный сентябрь ворвалась в израильское посольство в Бангкоке и взяло в заложники посла и несколько человек его гостей. Два члена правительства Таиланда, Дауее Чулльасапья и Чатичай Чоонхаван, который потом стал главой МИД, а позже в 1988 году премьер-министром, а также посол Египта в Таиланде Мустафа эль Ассауи, вели переговоры об освобождении заложников и предлагали себя и некоторых таиландских официальных лиц в качестве гарантии того, что террористы смогут вылететь в Каир. Голда Меир, израильский премьер-министр в то время, высоко оценила действия таиландского правительства за его дипломатический талант, а также за то, что конфликт разрешился бескровно.
В январе 2004 года принцесса Maha Chakri Sirindhorn открыла совместное израильско-тайское предприятие, агротехнологическую экспериментальную ферму по ирригации высокотоварных культур в университете Кхон Кан. Также существует тайско-израильская коммерческая палата, фонд таиландско-израильской дружбы, а также небольшая община израильтян, постоянно проживающих в Таиланде.
После наводнений 2011 года Израиль отправил в Таиланд экспертов по водоснабжению. Принцесса Чульабхорн Махидал вовлечена в программу развития научного сотрудничества между двумя странами. В 2012 году обе страны подписали торговое соглашение.
Тайский посол в Израиле в настоящее время — Джукр Боон-Лонг. Израильский посол в Таиланде — Шимон Родед.

## Сотрудничество
В июле 2018 года израильский посол в королевстве Меир Шломо посетил национальный заповедник Кхун Нам Нанг Нон, где проводилась операция по спасению школьников в пещере Тхам Луанг. Посол Шломо прибыл туда по поручению главы израильского правительства и МИДа Биньямина Нетаньяху с целью оценки ситуации и решения вопроса об объёмах помощи, которые может оказать Израиль. 53-летний израильтянин Рафаэль Аруш, живущий в Таиланде последние 30 лет, и его сын стали одними из добровольцев, оказывавших помощь в спасательной операции.
В феврале 2019 года Израиль посетила таиландская делегация из 20 высокопоставленных чиновников (генеральный директор министерства здравоохранения Таиланда и ещё два представителя его высшего руководства, а также полный состав руководства государственного фармацевтического управления), которые будут перенимать опыт по выращиванию медицинской марихуаны и оценке возможностей сотрудничества между странами в данной области. С начала 2019 года использование марихуаны в медицинских и исследовательских целях в Таиланде легально.

## Военное сотрудничество
В июле 2018 года было подписано двустороннее соглашение на сумму $30 млн на поставку израильской компанией «Aeronautics» БПЛА «Dominator» в Таиланд.
Летом 2022 года израильский оборонный концерн «Эльбит» стал победителем тендера на поставку 7 тактических БПЛА Hermes-900 для королевского ВМФ Таиланда на общую сумму $112 млн.

## Авиасообщение, визовые вопросы и туризм
В 2023 году королевство посетили 226 000 израильтян, а в 2024 году — более 270 000 израильтян (прирост 20 %). Таким образом Израиль стал страной с самым большим количеством туристов в Таиланде на душу населения среди стран западного мира. По абсолютным цифрам Израиль занимает по этому показателю четвёртое место. В некоторой степени этот рост обусловлен, по сообщениям СМИ, желанием израильских граждан переждать неспокойное время войны «Железные мечи» вдали от ракетных обстрелов.